# Felsőjánosfa megállóhely
Felsőjánosfa megállóhely egy Vas vármegyei vasúti megállóhely a GYSEV üzemeltetésében, Felsőjánosfa településen.
A település belterületétől nyugat-délnyugati irányban helyezkedik el, a központtól bő egy kilométer távolságra, külterületek közt. Közúti megközelítését a rövidke 74 323-as számú útszakasz biztosítja, ami a 7411-es úttól Csödére vezető 74 147-es útból ágazik ki kelet felé, közvetlenül az út fény- és félsorompóval biztosított vasúti átjárója előtt.

## Vasútvonalak
A megállóhelyet az alábbi vasútvonalak érintik:
- Boba–Bajánsenye-vasútvonal

## Kapcsolódó állomások
A megállóhelyhez az alábbi állomások vannak a legközelebb:
- Zalalövő vasútállomás (Boba–Bajánsenye-vasútvonal)
- Pankasz megállóhely (Boba–Bajánsenye-vasútvonal)

## Forgalom
| Járat        | Útvonal | Gyakoriság |
| ------------ | --- | ---------- |
| személyvonat | Zalaegerszeg – Zalaegerszeg-Ola – Andráshida – Bagod – Zalaszentgyörgy – Zalacséb-Salomvár – Budafa – Zalapatakalja – Zalalövő – Felsőjánosfa – Pankasz – Nagyrákos – Őriszentpéter – Bajánsenye – Hodoš (Őrihodos) | Napi 6 pár |